# Le Zitelle (Velence)
A Le Zitelle vagy más néven Santa Maria della Presentazione (velencei nyelven hívják Céxa de łe Zitełe, Cexa de Santa Maria de ła Prexentasion, avagy egyszerűen csak De łe Zitełénak is) egy templom az olaszországi Velencében, a Giudecca városrészben. A templomot három oldalról az Ospedale delle Zitelle épülettömbje fogja körül. Ez egy szereteházként funkcionált, amely otthont adott szegénysorsú fiatal lányoknak, akik később férjhez mehettek vagy zárdába vonulhattak. Az itt lakó lányok híresek voltak csipkekészítő és zenei tevékenységükről. Az első szeretetotthont az 1550-ben Velencébe érkező jezsuiták alapították 1559-ben, az új, ma is látható épületet 1575 körül emelték. A templomot 1581-ben kezdték építeni valószínűleg Simone Sorella irányításával. A hagyomány szerint az épület terveit Andrea Palladio készítette, de erre nincsenek egyértelmű bizonyítékok, ezenkívül az épület külsejének viszonylag egyszerű kialakítása is elmarad a Palladio által tervezett többi épület színvonalától. A homlokzatot korinthoszi pilaszterek tagolják, a harangtornyok kissé aránytalanok és eltakarják a mögöttük álló kupola egy részét is. A kétszintes, márvánnyal borított homlokzatot háromszög alakú timpanon zárja le, a felső szinten kialakított nagyméretű, félkör alakú ablakkal oldották meg a belső tér megvilágítását. A kupola lanternájára Szűz Mária szobrát helyezték el. Az épület belseje egy dongaboltozattal fedett előcsarnokból és egy templomhajóból áll. A homlokzat belső oldalán három festmény látható, Pietro Ricchi és Palma il Giovane műhelyének munkái. A templomhajó négy sarkát a jobb akusztika miatt lekerekítették, a négyzet alaprajzú kupolával fedett tér falait korinthoszi oszlopok tagolják. A főoltár Jacopo Bozzetto munkája, aki a megbízást egy gazdag bergamói kereskedőtől, Bartolomeo Marchesitől kapta. Az oltárkép, Mária bemutatása a templomban Francesco Bassano 1590-ben készült műve. A főhajó felső szintjén tizenkét festmény Krisztus életéből ábrázol jeleneteket. A jobb oldali oltáron "Krisztus az Olajfák hegyén Elisabetta és Pasquale Foppa adományozókkal" Palma il Giovane 1618 körül készült festménye. A két donátort a templomban temették el, ezenkívül a bal oldali oltár előtt kapott helyet Federico Contarini, a híres műgyűjtő sírja. A bal oldali oltáron a L'Aliense néven is ismert Antonio Vassilacchi műve, Mária és a Gyermek Szent Ferenccel és Federico Contarinivel. A templom jobb oldali sarkában áll Gian Maria Monlaiter 1761-ben faragott szobra, a Rózsafüzér Madonnája.